# Valerie van Roon
Valerie van Roon (Delft, 13 agosto 1998) è una nuotatrice olandese. È stata tre volte campionessa europea in vasca e inoltre ha vinto tre volte la medaglia d'argento ai mondiale in vasca lunga.

## Palmarès
- Mondiali in vasca corta

Hangzhou 2018: argento nella 4x50m sl, nella 4x100m sl e nella 4x50m sl mista.
Melbourne 2022: bronzo nella 4x50m sl.
- Europei

Roma 2022: bronzo nei 50m sl, nella 4x100m sl e nella 4x100m misti.
- Europei in vasca corta

Copenhagen 2017: oro nella 4x50m sl e nella 4x50m sl mista.
Glasgow 2019: oro nella 4x50m sl.
Kazan 2021: argento nella 4x50m sl mista.
Otopeni 2023: bronzo nella 4x50m misti mista.